# 星光灑落
《星光灑落》（韓語：별빛이 내린다）是一部拍攝於2022年的韓國愛情片，講述在1993年作為大學新生相遇的男生敬洙和同名的兩個女生賢貞之間錯綜複雜的記憶，和成為大人的現在之間來回發生的故事。由《國家破產之日》《人生是美麗的》的導演崔國熙執導，李絮、邕聖祐、沈恩敬与梁東根主演，預計2023年在韓國上映。

## 演員陣容

### 主要人物
| 演員   | 角色    | 介紹                                                               |
| ------ | ------- | ------------------------------------------------------------------ |
| 李絮   | 李賢貞A | 擁有與同期學生不同的成熟、自信和帥氣，是其他學生憧憬的大學新生。   |
| 邕聖祐 | 崔敬洙  | 從束草來到首爾的大學新生，可能因為高中時期的痛苦而不善於敞開心扉。 |
| 沈恩敬 | 李賢貞B | 作為食品營養系的首席入學，誠實、聰明、能言善辯。                   |
| 梁東根 | 朴社長  | 現在的敬洙所工作的手工啤酒釀造廠的老闆                             |

### 其他人物
| 演員   | 角色 | 介紹     |
| ------ | ---- | -------- |
| 金洪京 |      |          |
| 廉晶雅 |      | 特別出演 |

## 製作
- 2022年4月17日開拍[1]，7月殺青。[4][5]
- 2022年7月21日，邕聖祐確診COVID-19，拍攝中斷。[6]